# 陳國球
陳國球（1956年—），是一位中國文學、文學批評、文學史理論、香港文學的香港學者。現任國立清華大學中國文學系玉山榮譽講座教授，曾任教於香港教育大學，擔任香港教育大學中國文學講座教授及中國文學文化研究中心總監。
陳國球畢業加拿大多倫多大學比較文學碩士、香港大學中文系博士。陳國球曾任香港浸會大學人文學部中文文學系主任、香港教育學院中文學系講座教授兼語文學院院長、香港科技大學人文學部中國文學教授。其亦曾任香港中文大學中國文化研究所「古文獻資料庫研究計劃」助理編輯。並且，他還到北京大學、國立清華大學、國立政治大學、哈佛大學、哥倫比亞大學、東京大學進行講學。
其早年研究主要在中國古典文學批評，後轉向文學史及中國抒情傳統的研究，著有《胡應麟詩論研究》、《感傷的旅程：在香港讀文學》、《文學史書寫形態與文化政治》、《情迷家國》、《抒情中國論》、《香港的抒情史》等。近年研究則主要在香港文學，擔任十二卷《香港文學大系 1919–1949 》總主編，主編《評論卷一》。

## 生平
陳國球在就讀英文中學時，受到一位台灣大學畢業的老師影響，開始接觸文學，受此影響考取香港大學中文系。在港大中文系曾受業於著名學者黃兆傑，受到英國新批評的影響。在港大期間也曾受業於著名學者陳炳良、羅忼烈、饒宗頤等人。
在香港大學中文系畢業後，陳國球至香港浸會大學教書。不久後為了研究布拉格學派，至多倫多大學就讀比較文學碩士，受業於著名文學理論家、符號學家Lubomír Doležel，接觸世界各國的文學理論。

## 作品
其著編有《文學史的書寫形態與文化政治》、《情迷家國》、《文學香港與李碧華》、《感傷的旅程：在香港讀文學》、《香港地區中國文學批評研究》、《明代復古派唐詩論研究》、《中國文學史的省思》、《書寫文學的過去：文學史的思考》（合編）、《文學史》集刊（合編）等。
- 1990年，《唐詩的傳承：明代復古詩論研究》，台灣學生書局出版
- 1991年，《香港地區中國文學批評研究》，台灣學生書局出版
- 1994年，《中國文學史的省思》，書林出版
- 2003年，《感傷的旅程：在香港讀文學》，台灣學生書局
- 2010年，《文學如何成為知識？──文學批評、文學研究與文學教育》，香港教育學院講座教授公開講座系列
- 2011年，《結構中國文學傳統》，華中師範大學出版社
- 2013年，《抒情中國論》，三聯書店出版
- 2013年，《文學如何成為知識?文學批評、文學研究與文學教育》，三聯書店出版
- 2014年，《王夢鷗教授學術講座演講集 2012：「文」與「學」三題》，國立政治大學中國文學系
- 2016年，《香港的抒情史》，香港中文大學出版
- 2017年，《香港.文學：影與響》，練習文化實驗室有限公司出版
- 2018年，主編《重遇香港文學》，商務印書局

## 獲獎經歷
- 2016年，獲香港藝術發展局主辦的香港藝術發展獎（藝術評論）[11][12][13]
- 2017年，《香港的抒情史》獲得香港電台主辦的第十屆香港書獎[14][15][16][17]
- 2017年，《香港的抒情史》獲得亞洲週刊主辦的2016年度亞洲週刊中文十大好書（非小說類）[18]